# Шитня
Шитня — колишнє село у Корецькій, а з 1921 року — у Піщівській волостях Новоград-Волинського повіту Волинської губернії та Повчинській і Шитнянській сільських радах Ярунського району Волинської (Житомирської) й Новоград-Волинської округ, Київської та Житомирської областей.

## Історія
Згадувалося з 1577 року як належне до Корецького замку. За даними 1885 року, Шитня — колишнє власницьке село, при річці Корчик, 282 особи, 50 дворів, школа.
В 1906 році — село Шитня, в складі Корецької волості (1-го стану) Новоград-Волинського повіту Волинської губернії; нараховувалося 76 дворів та 616 мешканці. Відстань до повітового центру, м. Новоград-Волинський, становила 28 верст, до волосної управи в м. Корець — 1 версту. Найближче поштово-телеграфне відділення розташовувалось в м. Корець.
У 1921 році село, після входження Корецької волості до складу Польщі, увійшло до складу Піщівської волості. 1923 увійшло до складу новоствореної Піщівської сільської ради, котра, від 7 березня 1923 року, стала частиною новоутвореного Пищівського (з 28 вересня 1925 — Ярунського) району Житомирської (згодом — Новоград-Волинська) округи. Від 27 жовтня 1926 року — центр польської національної Шитнянської сільської ради. Сільська рада ліквідована не пізніше 1939 року.
Станом на 1 жовтня 1941 року село на обліку не значилося.